# Värmeböljan i Indien 2015
Värmeböljan i Indien 2015 var en period med mycket varmt väder som pågick från slutet av maj och flera veckor framåt. Den 3 juni uppgavs att mer än 2500 personer hade dött av värmeböljan, de flesta i delstaterna Andhra Pradesh och Telangana i södra Indien. Dödssiffran uppgavs ha varit den högsta i Indien på 20 år till följd av en värmebölja.
Värmeböljan inträffade under Indiens torrperiod som vanligtvis varar från mars till juli med de högsta temperaturerna i april och maj. Värst drabbades gamla, sjuka och hemlösa och myndigheterna uppmanade befolkningen att stanna inomhus dagtid.

## Drabbade regioner
| Region         | Antal döda | Datum       |
| -------------- | ---------- | ----------- |
| Andhra Pradesh | 1 735      | 3 juni 2015 |
| Telangana      | 585        | 3 juni 2015 |
| Odisha         | 35         | 5 juni 2015 |
| Uttar Pradesh  | 22         | 30 maj 2015 |
| Västbengalen   | 13         | 27 maj 2015 |
| Gujarat        | 10         | 28 maj 2015 |
| Madhya Pradesh | 10         | 29 maj 2015 |
| Delhi          | 5          | 27 maj 2015 |
| Maharashtra    | 2          | 27 maj 2015 |
| Rajasthan      | 2          | 25 maj 2015 |
| Chhattisgarh   | 1          | 25 maj 2015 |
| Bihar          | 1          | 29 maj 2015 |
| Karnataka      | 1          | 30 maj 2015 |
| Totalt         | 2 500      | 3 juni 2015 |

## Högsta temperaturerna
| Datum        | Plats           | Temperatur |
| ------------ | --------------- | ---------- |
| 21 maj 2015  | Jharsuguda      | 45.4 °C    |
| 21 maj 2015  | Hyderabad       | 46.0 °C    |
| 24 maj 2015  | Allahabad       | 47.7 °C    |
| 24 maj 2015  | Khammam         | 48.0 °C    |
| 25 maj 2015  | Delhi flygplats | 46.4 °C    |
| 25 maj 2015  | Safdarjung      | 45.5 °C    |
| 27 maj 2015  | Daltonganj      | 47.0 °C    |
| 29 maj 2015  | Palamau         | 47.0 °C    |
| 29 maj 2015  | Chandrapur      | 47.6 °C    |
| 30 maj 2015  | Nagpur          | 47.1 °C    |
| 8 juni 2015  | Allahabad       | 47.8 °C    |
| 9 juni 2015  | Allahabad       | 47.6 °C    |
| 10 juni 2015 | Delhi flygplats | 44.6 °C    |
| 10 juni 2015 | Bhubaneswar     | 44.0 °C    |
| 19 juni 2015 | Churu           | 48.0 °C    |